# Seongsu (métro de Séoul)
Seongsu (en coréen 성수역) est une station de passage de la ligne circulaire et de correspondance avec la branche Seongsu, sur ligne 2 du métro de Séoul. Elle est située Seongsu-dong 2-ga, dans l'arrondissement Seongdong-gu, à Séoul en Corée du Sud.
Ouverte en 1980, la station est desservie par les rames, de la ligne 2, qui circulent sur la ligne circulaire et celles qui circulent sur la branche Seongsu.

## Situation sur le réseau

Plan du réseau (2023)

Établie en surface, la station de bifurcation Seongsu est située : sur la ligne circulaire de la ligne 2 du métro de Séoul entre les stations Ttukseom, en direction de Hôtel de Ville, rotation dans le sens des aiguilles d'une montre, et Université de Konkuk, en direction de Hôtel de Ville, rotation dans le sens inverse des aiguilles d'une montre ; elle est également station de bifurcation de la branche dite Seongsu, ou elle est située avant la station Yongdap, vers le terminus de la branche Sinseol-dong.

## Histoire
La station Seongsu est mise en service le 31 octobre 1980 sur la Ligne 2 du métro de Séoul.

## Services aux voyageurs

### Accès et accueil
Domiciliée au 300-1 Seongsu-dong 2-ga, elle dispose de quatre accès.

### Desserte
Station de correspondance, elle dispose de deux quais centraux et quatre voies. Les deux voies centrales sont pour les rames qui circulent sur la ligne principale circulaire et les deux voies extérieures pour les rames circulant sur la branche.

Installations
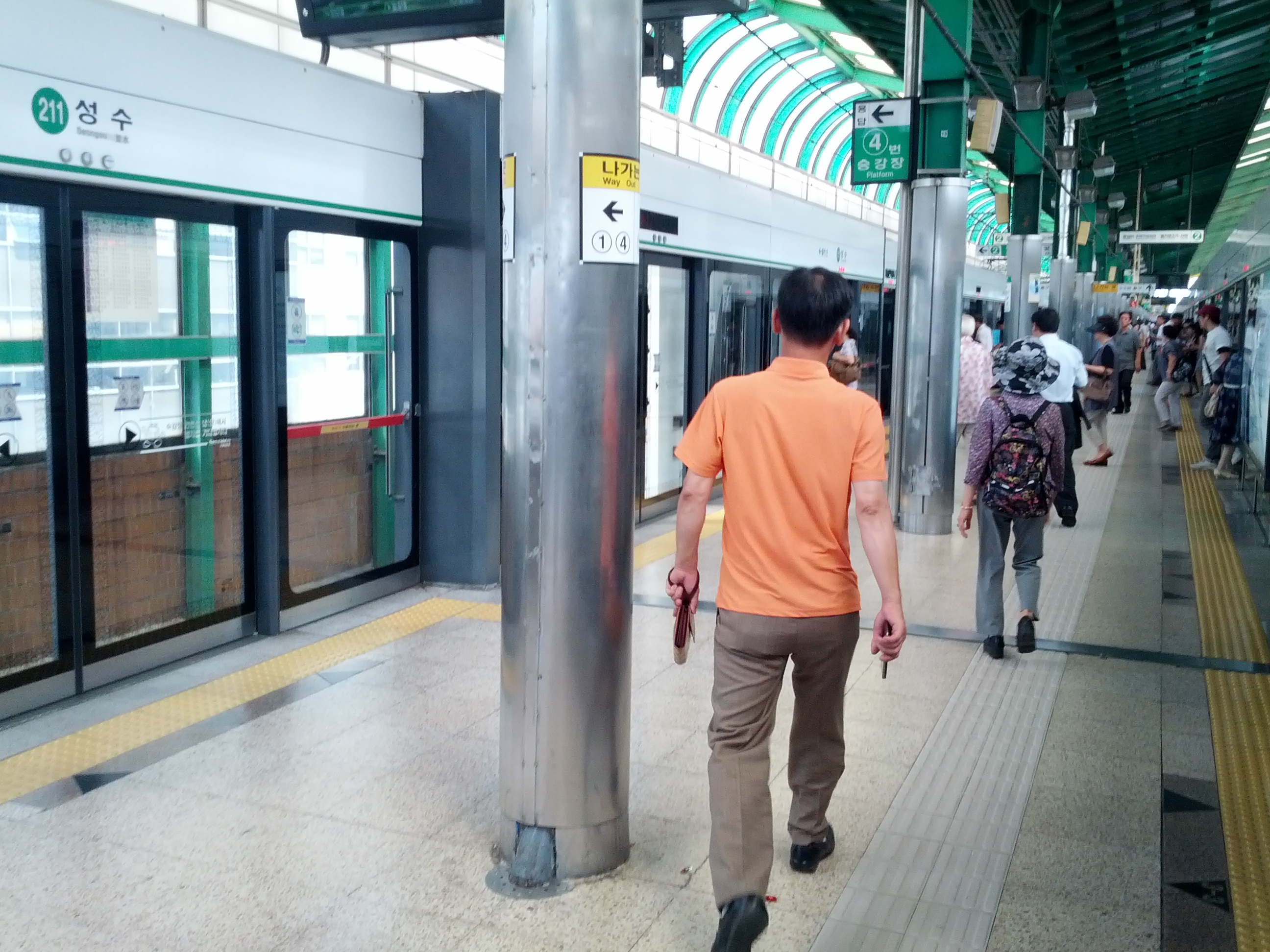
En 2013.
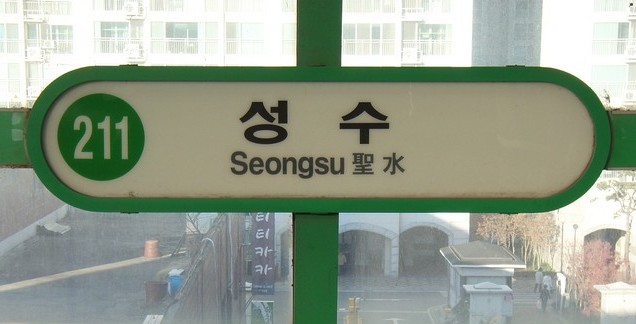
En 2007.
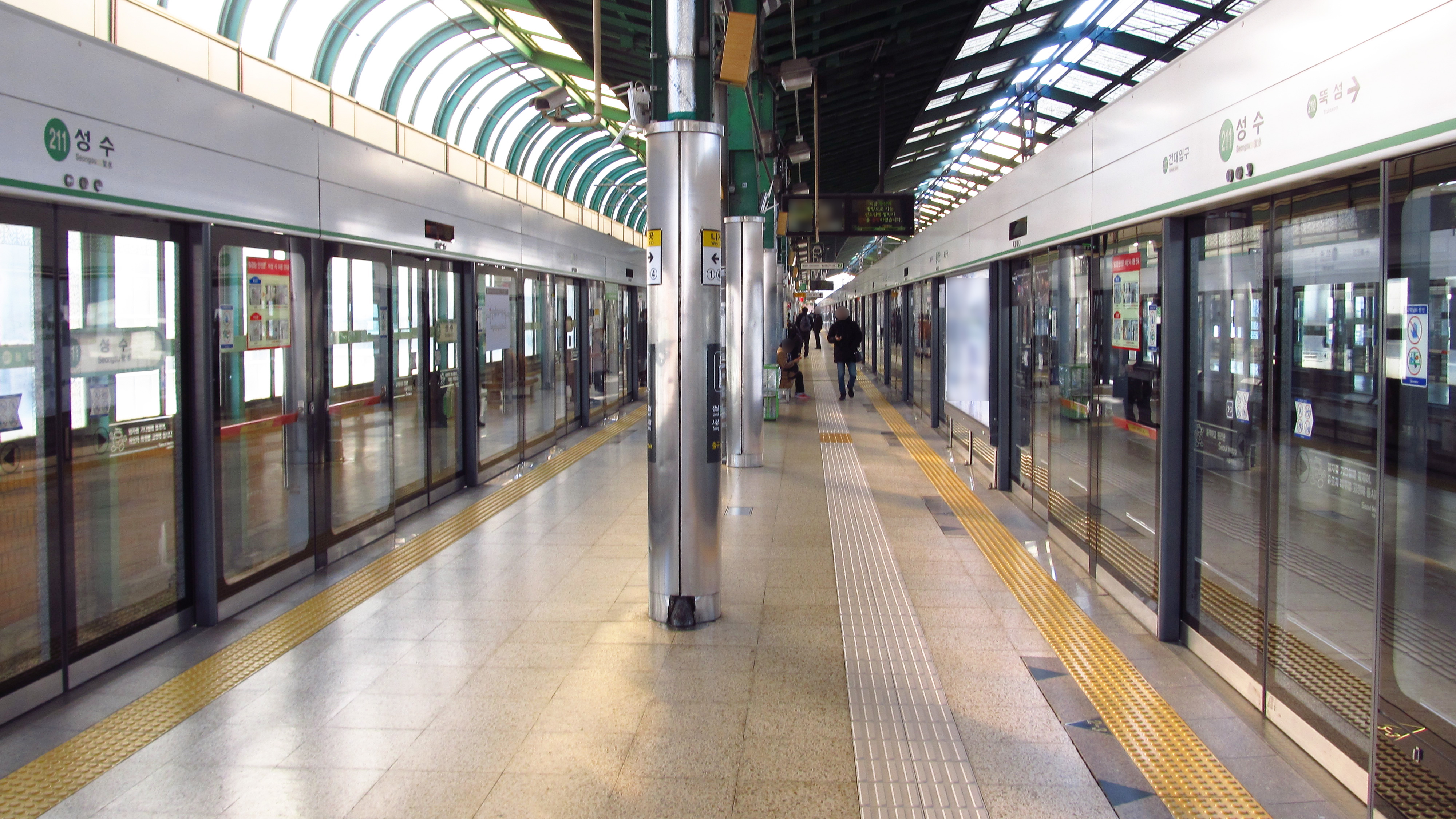
En 2018.

### Intermodalité
Des arrêts de bus urbains sont situés à proximité.

## À proximité
Elle dessert notamment des établissements scolaires et des administrations locales.